# هاچالی هوندسا
هاچالی هوندسا (اورومو: Hacaaluu Hundeessaa ; امهری: ሀጫሉ ሁንዴሳ؛ ۱۹۸۵–۲۹ ژوئن ۲۰۲۰) خواننده، ترانه‌سرا و فعال سیاسی اهل اتیوپی بود.

## اوایل زندگی
هاچالی هوندسا در سال ۱۹۸۵ در آمبو در منطقه ارومیه، اتیوپی تا گوداتو هورا و هوندسا بونسا متولد شد. خانواده وی از گروه قومی اوریو است و هوندسا در کلوپ‌های مدرسه‌ای آواز بزرگ شد. در سال ۲۰۰۳، در سن ۱۷ سالگی، وی به دلیل شرکت در اعتراضات دستگیر شد. وی به مدت پنج سال در کرچاله آمبو زندانی شد و بعداً در سال ۲۰۰۸ آزاد شد.

## حرفه موسیقی
هوندسا، در زمانی‌که در زندان بود ملودی‌هایی را سرود و بسیاری از اشعار اولین آلبوم خود را نوشت. این آلبوم، Sanyii Mootii در سال ۲۰۰۹ منتشر شد. در سال ۲۰۱۳، او به ایالات متحده رفت و دومین آلبوم خود، Waaee Keenyaa را منتشر کرد که آلبوم موسیقی شماره یک پرفروش آفریقا در آمازون بود.
ترانه‌های اعتراضی هوندسا مردم اورومو را متحد کرد و آن‌ها را ترغیب به مقاومت در برابر ظلم کرد. ترانه‌های وی از نزدیک با مقاومت ضددولتی که در سال ۲۰۱۵ و اعتراضات اتیوپی ۲۰۱۶ آغاز شده بود، ارتباط نزدیکی داشته‌است. تصنیف وی "Maalan Jira" (آنچه وجود من است) مربوط به آوارگی مردم اورومو از آدیس آبابا بود. ماه‌ها پس از انتشار این ترانه در ژوئن سال ۲۰۱۵، اعتراضات مخالف برنامه جامع آدیس آبابا در سرتاسر منطقه ارومیه رخ داد. این آهنگ برای معترضین و همچنین به یکی از پرتماشاترین موزیک ویدئوها تبدیل شد.
در دسامبر سال ۲۰۱۷، هوندسا در یک کنسرت بزرگ در آدیس آبابا آواز خواند و درآمد آن برای ۷۰۰۰۰۰ اوریوایی جمع‌آوری شد که به دلیل خشونت قومی آواره شده بودند. این کنسرت توسط شبکه پخش ارومیه به‌طور زنده پخش شد.
ترانه‌های هوندسا امیدها و ناامیدی‌های اورومو را به خود جلب کرد. به گفته مدرس اوول آللو، «هچالو موسیقی متن فیلم انقلاب اورومو بود، یک نابغه ترانه‌سرا و یک فعال که تجسم امیدها و آرمان‌های مردم اوریو بود.»

## مرگ
هوندسا شامگاه ۲۹ ژوئن سال ۲۰۲۰ در منطقه گولان Condominiums در آدیس آبابا تیرباران شد. وی به بیمارستان عمومی تیرونش پکن منتقل شد و در اثر جراحات وارده درگذشت. هزاران عزادار در بیمارستان جمع شدند، زیرا پلیس برای پراکنده کردن جمعیت از گاز اشک آور استفاده کرد و مردم لاستیک آتش زدند. در حالی که معترضان اصرار داشتند که وی باید در آدیس آبابا دفن شود، پیکر مطابق خواسته خانواده وی به آمبو منتقل شد. پلیس چندین مظنون را در رابطه با این قتل دستگیر کرد. هوندسا هنگام مصاحبه با شبکه رسانه ای ارومیه، از دریافت تهدیدهای مرگ، از جمله در هفته قبل از مرگ خبر داده بود.
مرگ هوندسا اعتراضاتی را در سرتاسر منطقه ارومیه برانگیخت و منجر به کشته شدن حداقل ۲۰۰ نفر شد. در تظاهرات در آداما، نه معترض کشته شدند و ۷۵ نفر دیگر زخمی شدند. دو نفر در چیرو به ضرب گلوله کشته شدند، در حالی که معترضین در هار مجسمه شاهزاده ماکونن ولد میکائیل را سرنگون کردند. در تاریخ ۳۰ ژوئن سال ۲۰۲۰، تندیس رهبر پیشین اتیوپی هایل سلاسی در پارک Cannizaro، ویمبلدون، جنوب غربی لندن، توسط معترضین اورو نابود شد.
در ساعت ۹ بامداد، ۳۰ ژوئن سال ۲۰۲۰، بخش اعظم اینترنت اتیوپی قطع شد، اقدامی که پیش از این توسط دولت در زمان ناآرامی‌ها و انتخابات انجام شده بود. نخست‌وزیر ابی احمد با ابراز تسلیت درگذشت خانواده هوندسا، خواستار آرامش در میان ناآرامی‌های روزافزون شد. جوار محمد، فعال رسانه‌ای جنجالی، به مرگ هوندسا در فیس بوک پاسخ داد و گفت: "آن‌ها نه فقط هاچالو را کشتند. آن‌ها بار دیگر به قلب ملت اوریو شلیک کردند! ! . . . شما می‌توانید همه ما را بکشید، هرگز نمی‌توانید ما را متوقف کنید!! هرگز!! "
در ۳۰ ژوئن سال ۲۰۲۰، جوار محمد پس از حادثه بین نگهبانان جاوار و پلیس که منجر به کشته شدن یک افسر پلیس شد، توسط پلیس فدرال اتیوپی دستگیر شد. این حادثه هنگامی اتفاق افتاد که جاوار و نگهبانان وی در حمل و نقل بقایای متعلق به هاچالو هوندسا به شهر زادگاهش آمبو که در ۱۰۰ کیلومتری غرب آدیس آبابا واقع شده بود، دستگیر شدند. جوار می‌خواست مراسم تشییع جنازه را در آدیس آبابا برگزار کند، در حالی که پدر و مادر و هاچالو می‌خواستند این تدفین را در آمبو انجام دهند. ۳۵ نفر، از جمله جاوار، به همراه هشت کلاشینکف، پنج قبضه اسلحه و نه فرستنده رادیویی دستگیر شدند.